# Kostel svatého Mikuláše (Podunajské Biskupice)
Kostel svatého Mikuláše (maďarsky Szent Miklós templom; anglicky Church of Saint Nicholas) je římskokatolický kostel, který se nachází v bratislavské městské části Podunajské Biskupice. Jedná se o trojlodní románsko-gotický kostel z poloviny 13. století s polygonálně ukončeným kněžištěm a jednou věží na západní straně. Protože byl od svého vzniku vícekrát přestavěn, nese znaky různých slohů – gotického, románského, barokního i klasicistního.

## Historie
Ačkoli o době jeho vzniku nejsou žádné bližší prameny, často se vyskytuje rok 1221 jako rok vystavění kostela. První hodnověrná listina, která se výslovně týká kostela, je bula papeže Urbana IV. z roku 1264. Tato listina je přímým důkazem toho, že kostel existoval již dříve.
Kostel byl postaven v gotickém stylu, nesl však i znaky románského stylu. V průběhu jeho existence byl několikrát přestavěn a opravován. V polovině 14. století byl přestavěn v gotickém stylu, barokní dostavby jsou z roku 1770 a klasicistní z roku 1794. Poslední úpravy jsou z roku 1938. Kostel je na místě, kde se ve středověku nacházela poddanská vesnice patřící ostřihomskému arcibiskupovi, který byl zároveň do roku 1912 patronem kostela svatého Mikuláše. V roce 1264 papež Urban IV. daroval kostel, původně patřící Gerhardu z Parmy, kaplanovi Štěpána Váncsaiho. První zmínka o kostele byla již v soupisu památek na Slovensku v roce 1221. Zároveň datuje i přestavbu původního románského kostela do gotického slohu s presbytářem do první poloviny 14. století.
Kostel měl několik vývojových etap:
- 1. vývojová etapa byla v 10.–11. století. Na místě dnešního presbytáře tehdy stál kostel. Jeho orientace byla na sever, což dokazují archeologické nálezy podlahy a fragmenty zdiva.
- 2. a 3. vývojová etapa byla v 12. století, kdy kapacita původního kostela nebyla dostatečná. Západní průčelí bylo zbouráno a přistávaly se románské trojlodí. Později přidaly 2 patra věže. Použili plevová cihly (17x31x4cm). Avšak na základě archeologického výzkumu můžeme počítat i s teorií, že kostel byl v druhé etapě zbourán a postaven na nově.
- 4. vývojová etapa byla ve druhé polovině 12.–13. století). Vybudovala se starší sakristie (na místě současné sakristie)
- 5. vývojová etapa byla ve druhé polovině 13. století. K nynější trojlodí přistavěli polygonální presbytáři, na které využily materiál jako na trojlodí.
- 6. vývojová etapa byla na prelomme 13. a 14. století Sakristie byla přestavěna do současné podoby.
- 7. vývojová etapa byla na počátku 14. století) kdy nadstavili věž. Zaklenuli presbytář a postavili v něm nový oltář. Kostel podlehl gotickému slohu.
- 8. vývojová etapa byla v 15. století. Celý interiér kostela byl upraven a postavil se nový krov nad lodí i nad presbytářem.
- 9. vývojová etapa byla v 16.–17. století. Dělali se menší stavební úpravy, také nové renesanční úpravy interiéru (vápenné nátěry) a výmalba presbytáře.
- 10. vývojová etapa byla v 18. století. Na kostele se udělali barokní úpravy a pristavila se část oratoře.
- 11. vývojová etapa byla na přelomu 18/19. století. Dostávala se kaple rodiny Ormosdy.
- 12. vývojová etapa byla na konci 19. století. Probíhaly neogotické úpravy kostela a presbytáře, byl osazen současný oltáře sv. Mikuláše.[1]

## Popis
Kostel byl postaven v románského stylu. V průběhu své existence byl několikrát přestavěn a opravován. V polovině 14. století byl přestavěn v gotickém stylu, barokní dostavby jsou z roku 1770 a klasicistní z roku 1794. Poslední úpravy jsou z 1938.
Hlavní loď v současnosti doplňují modernější přístavby, které narušují celkovou historickou estetiku kostela. Obě boční lodě mají profilované stropy do čtverců. Jsou estetický sladěné s hlavní lodí. Jsou postaveny na místě, kde byly původně barokní přístavby. Sakristie s ranogotický klenbou je umístěna v jižní části, netradičně vedle svatyně. Gotické presbytář se nachází v jihovýchodní části. Je zaklenutý žebrovými klenbami a doplněné vitrážovými okny.

## Zajímavosti
- Kostel sv. Mikuláše je nejstarší románská stavba v Bratislavě. Je i nejstarším vysvěceným kostelem v Bratislavě.
- V kostele se nenachází žádná freska nebo jiná nástěnná malba svatého Mikuláše – patrona tohoto kostela. Dokonce se nevyskytuje ani ve vitrážových oknech.
- V kostele se našlo zdivo z římské stavby z 3. století.
- Při archeologickém průzkumu byly okolo kostela i v kostele objeveny hroby.
- Kostel má dvě fary – starší a novější. Při stavbě starší fary bylo využito středověké zdivo z 13. století.
- V kostele se nachází také krypta rodiny Ormosdyovců.

## Současnost
Kostel patří pod správu místní farnosti Římskokatolické církve. Kostel byl naposledy rekonstruován v únoru 2020, kdy byla dokončena úprava střecha hlavní lodi. V kostele probíhají mše sloužené v slovenském i maďarském jazyce.

## Galerie

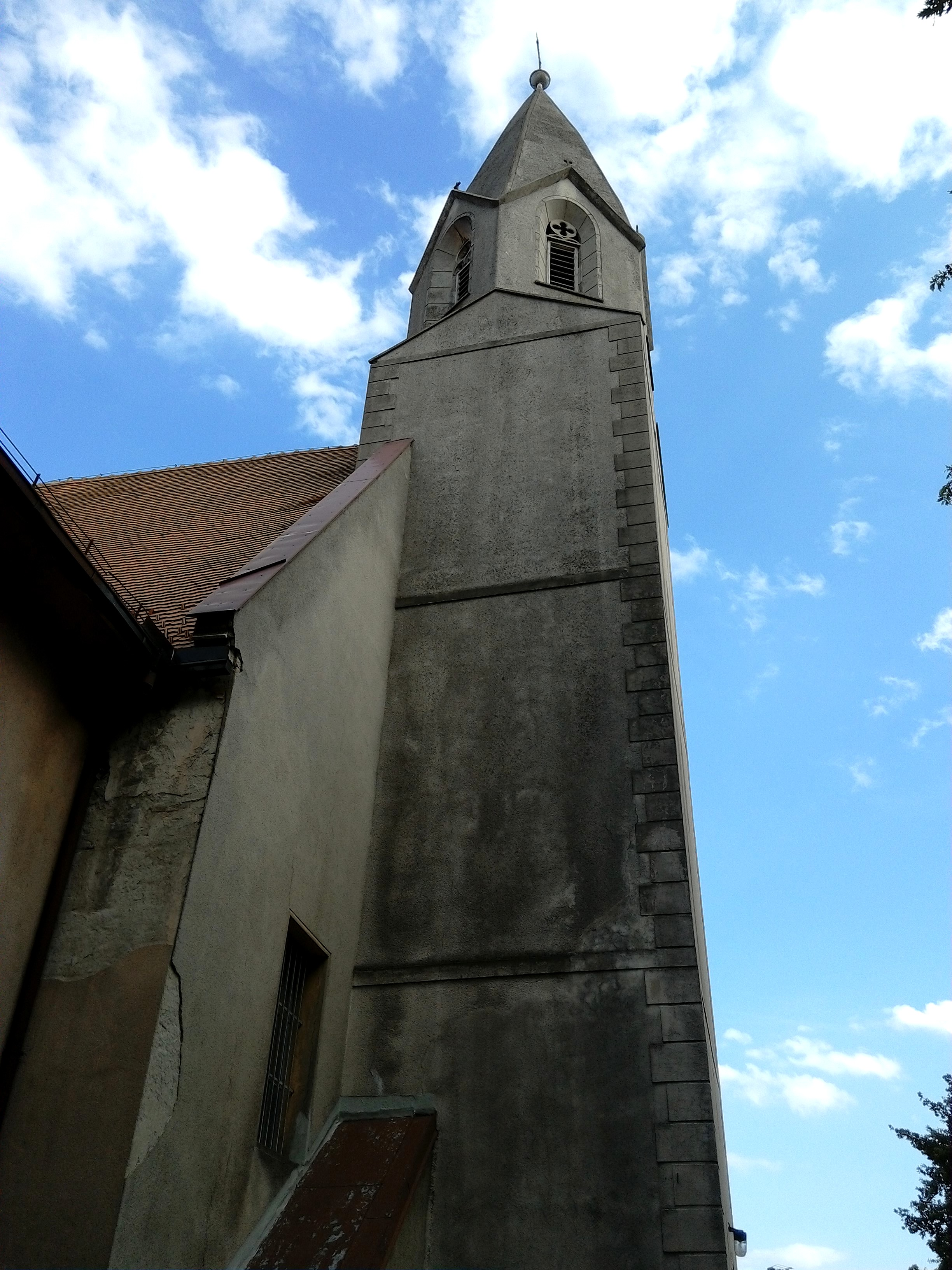
Pohled na věž
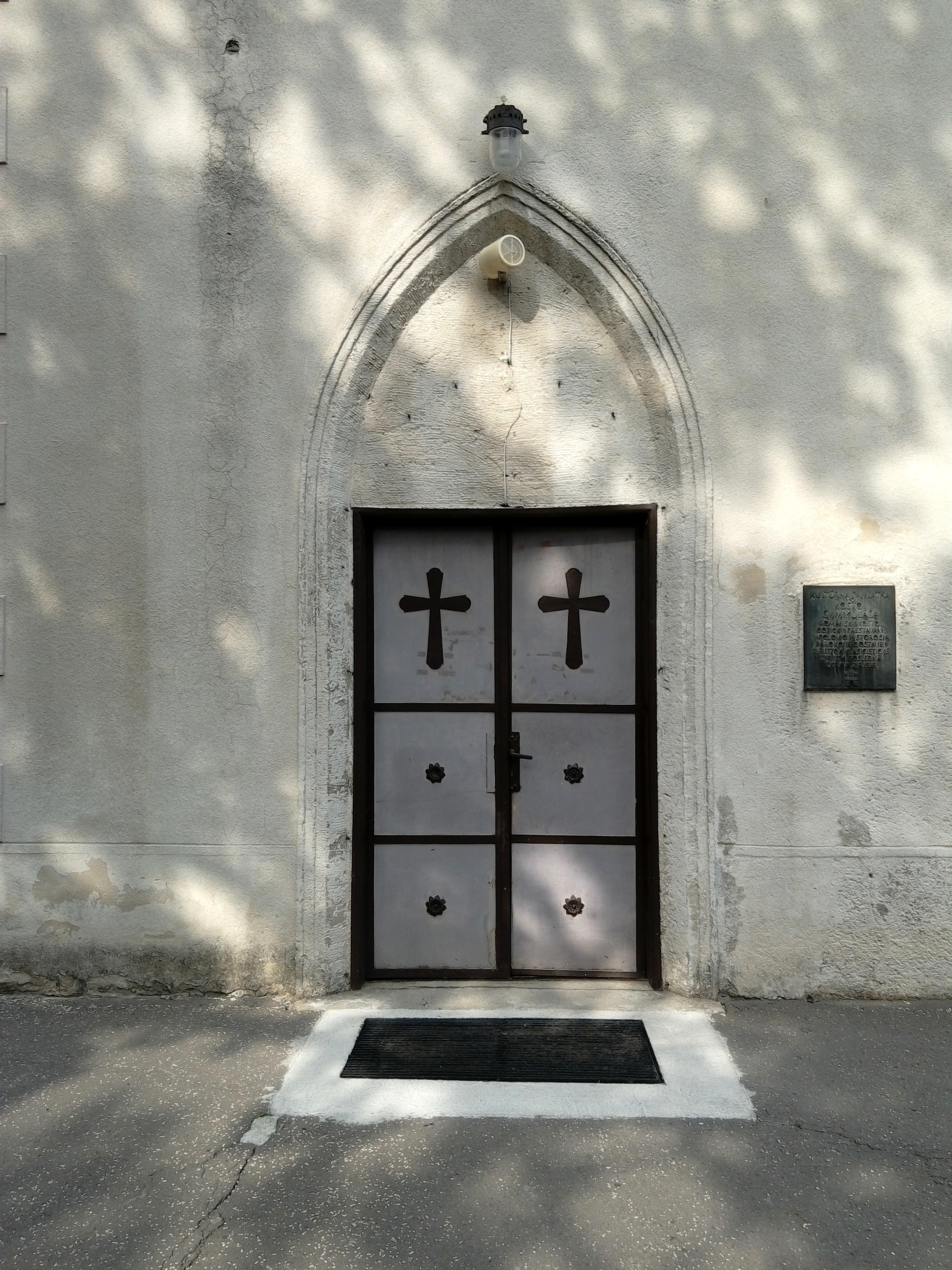
Portál
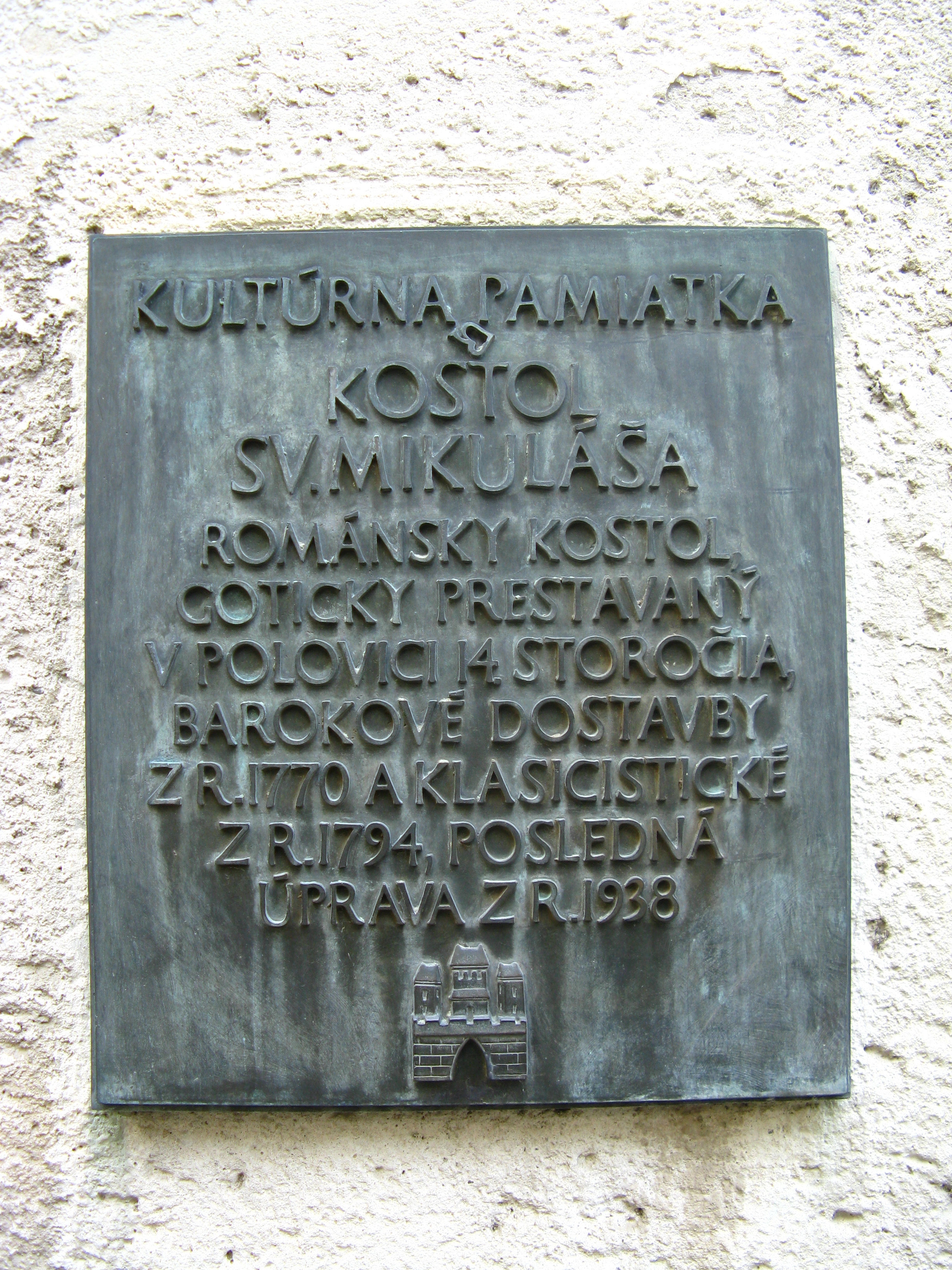
Informační tabule u hlavního vchodu do kostela
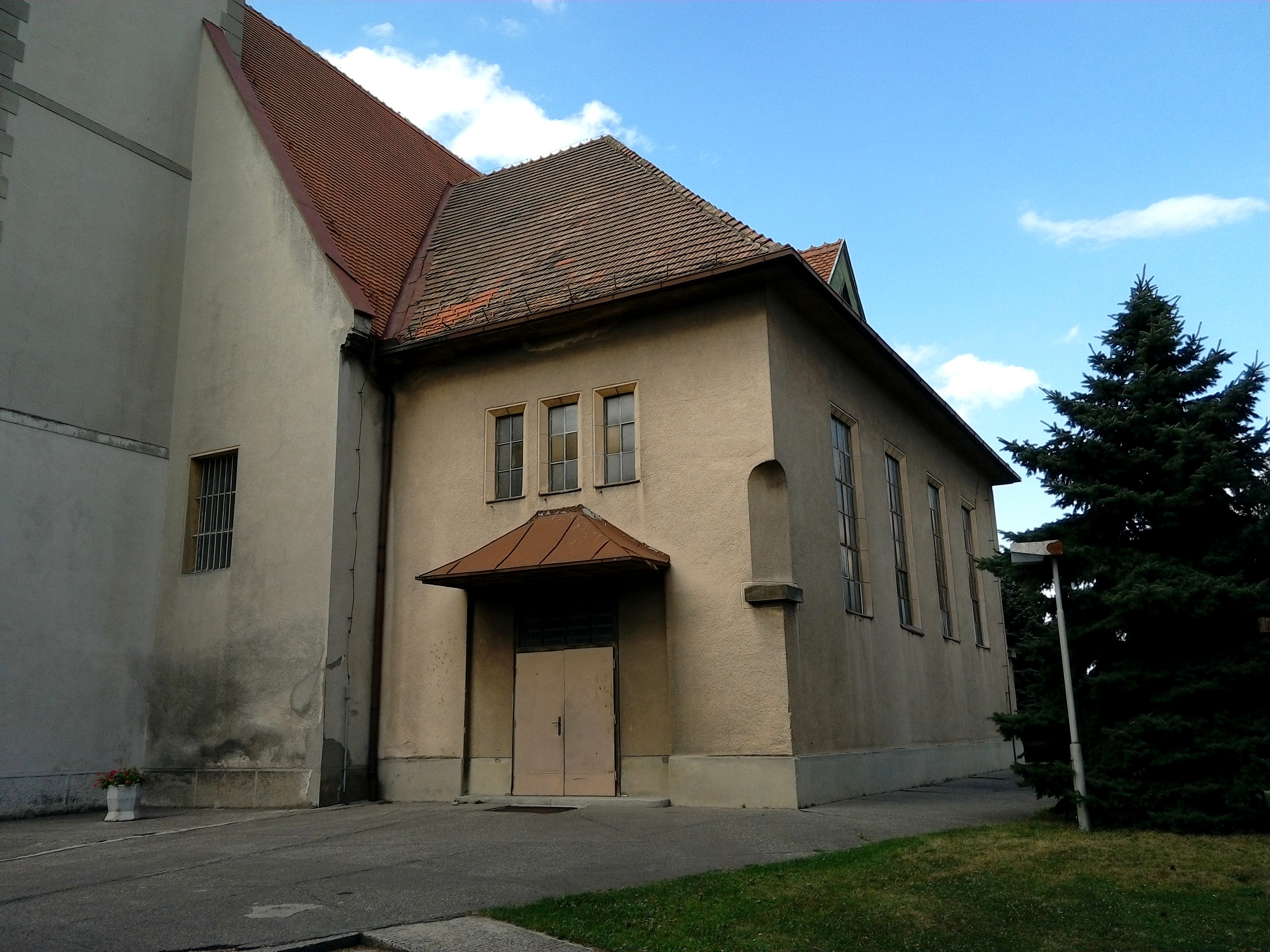
Jižní loď přistavěná v roce 1938
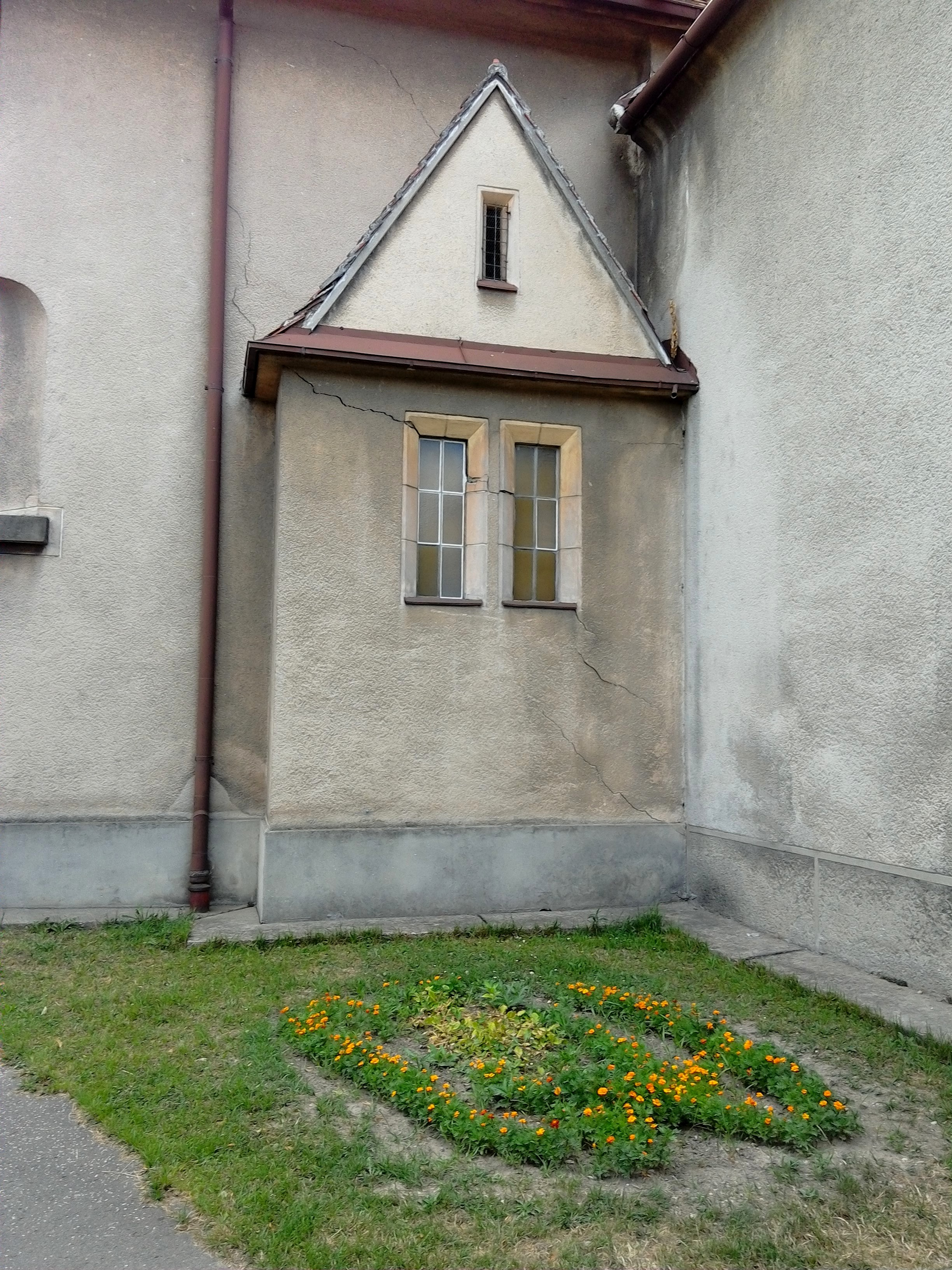
Pohled na závěr jižní lodě
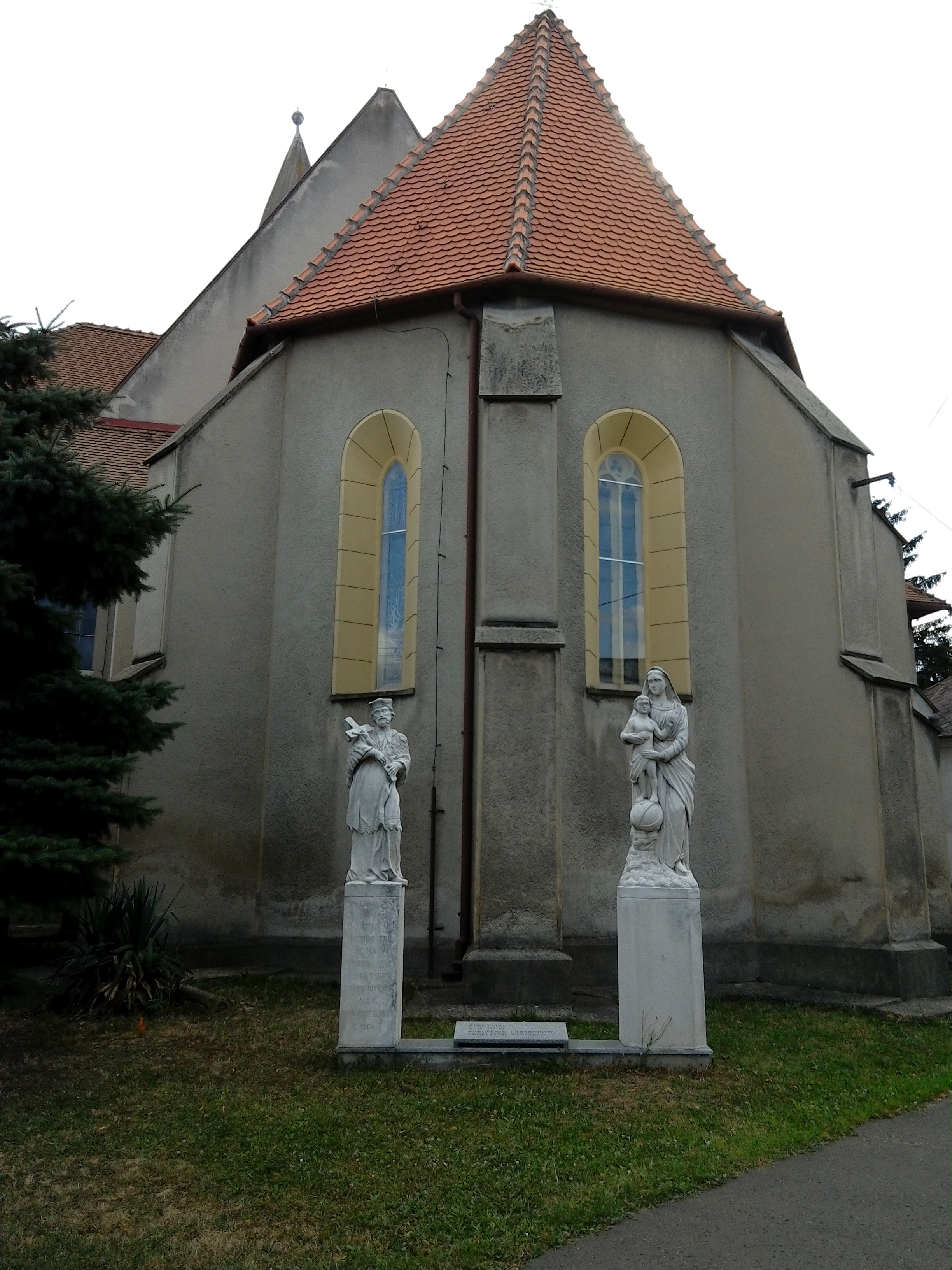
Sochy sv. Jana Nepomuckého a Panny Marie
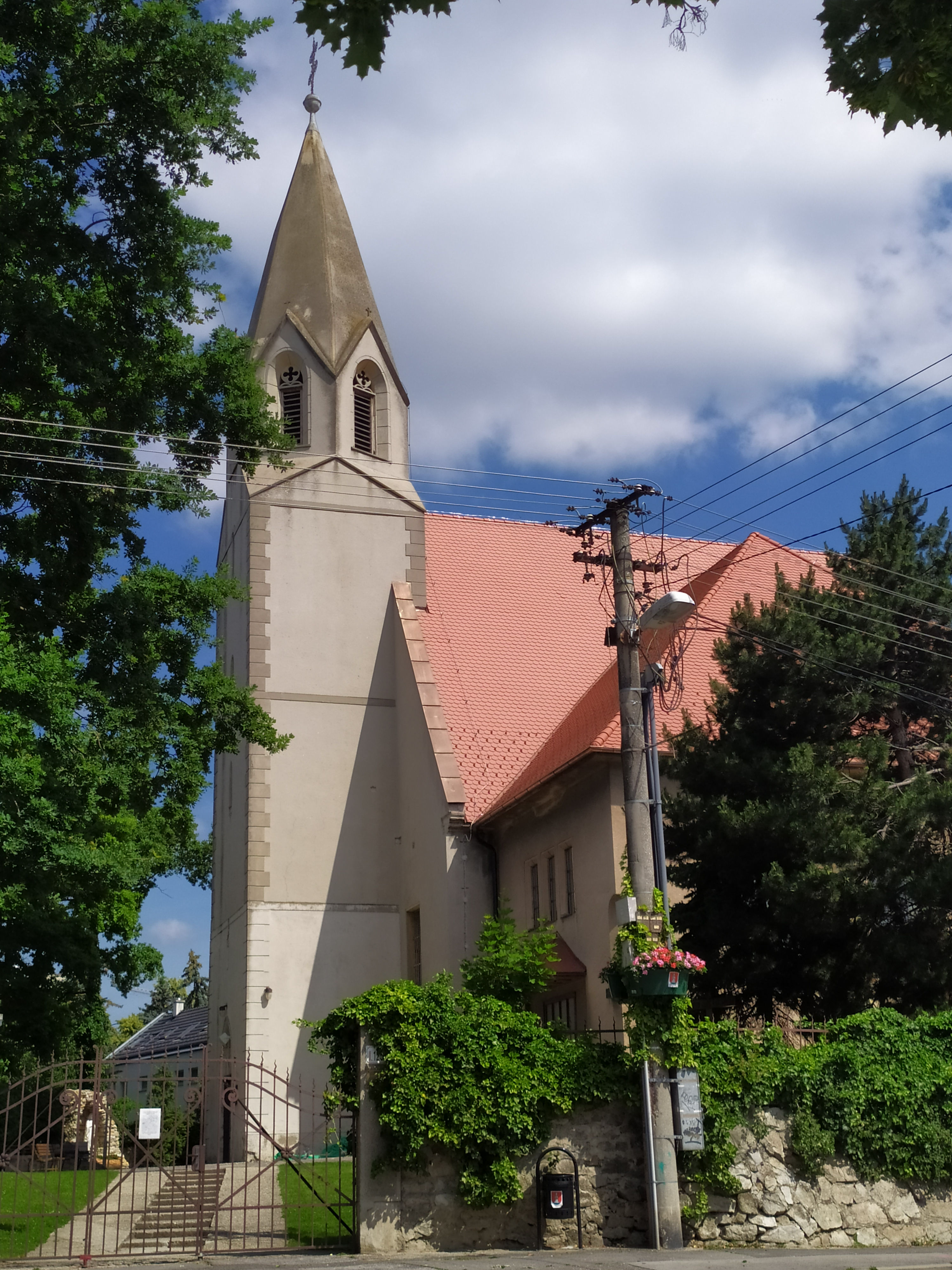
Věž
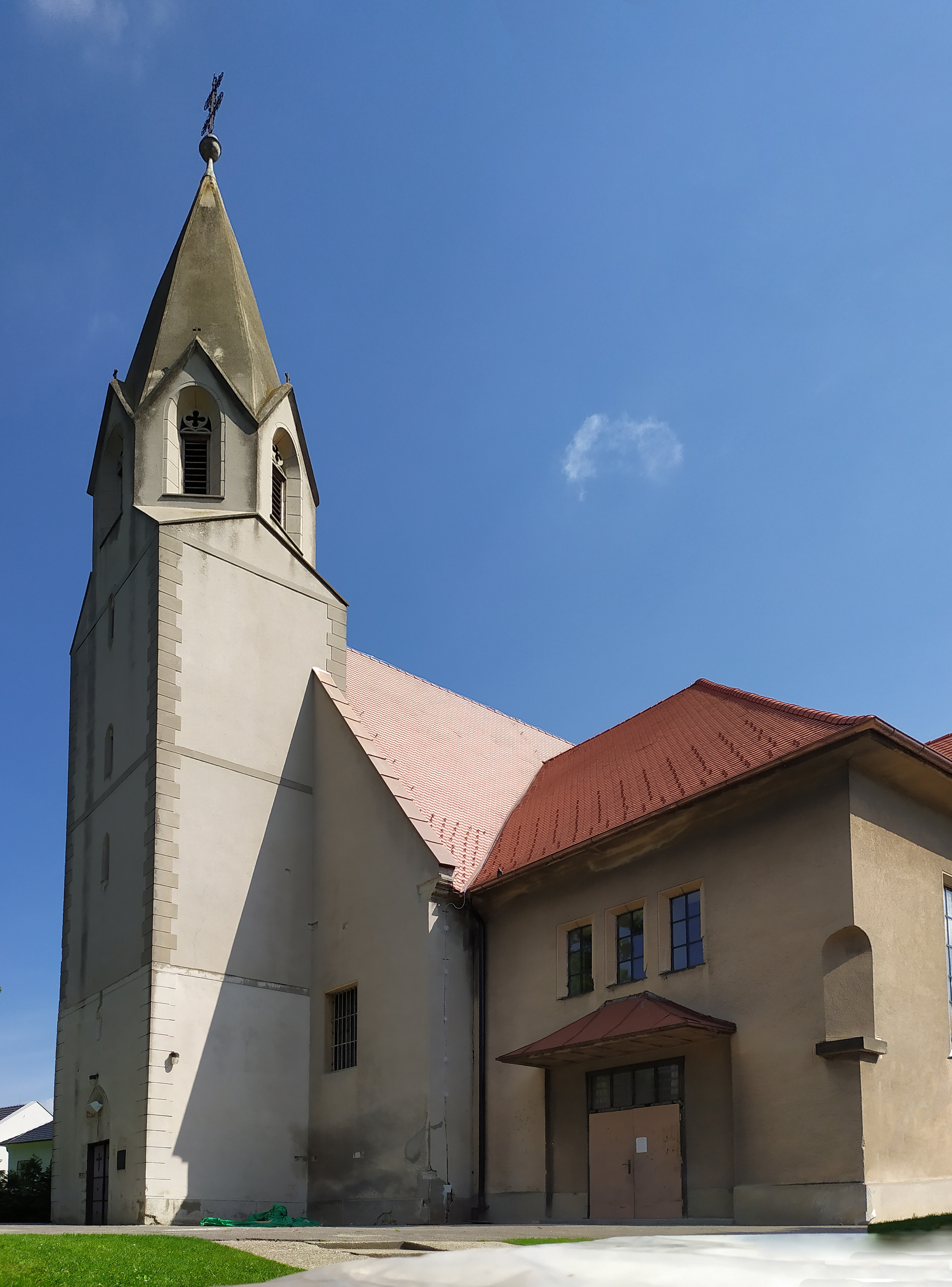
Jižní strana
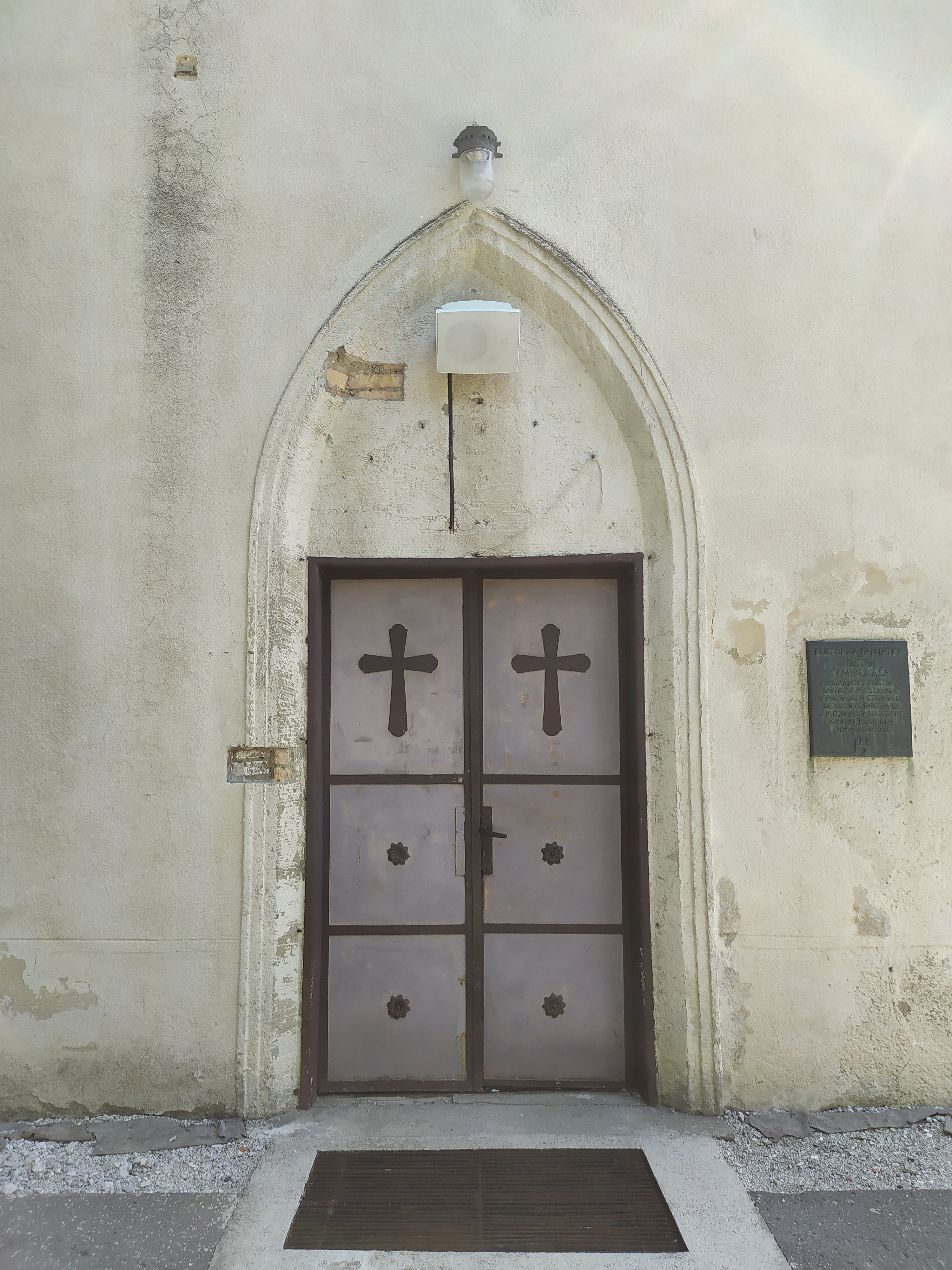
Brána
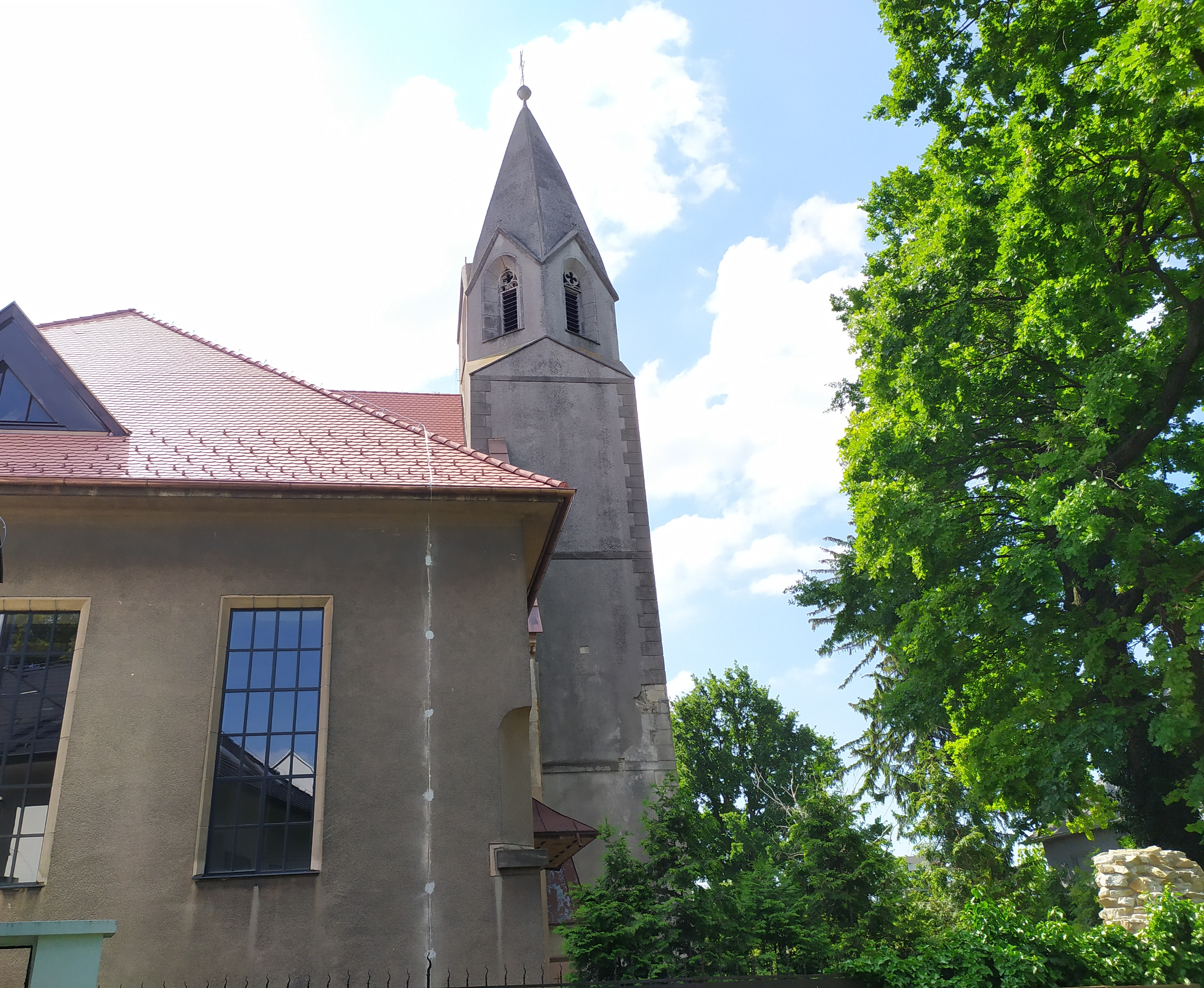
Severní průčelí
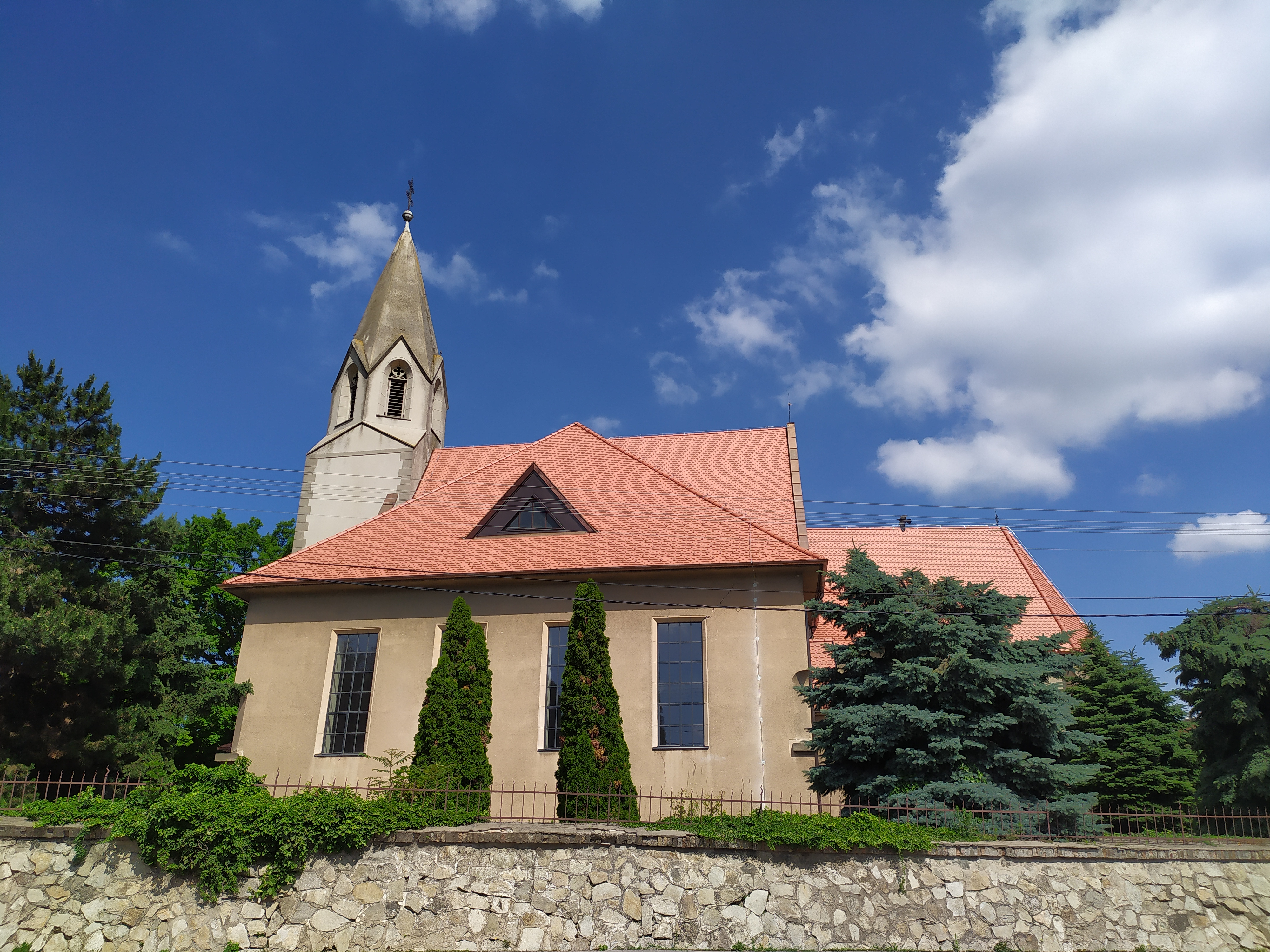
Jižní průčelí
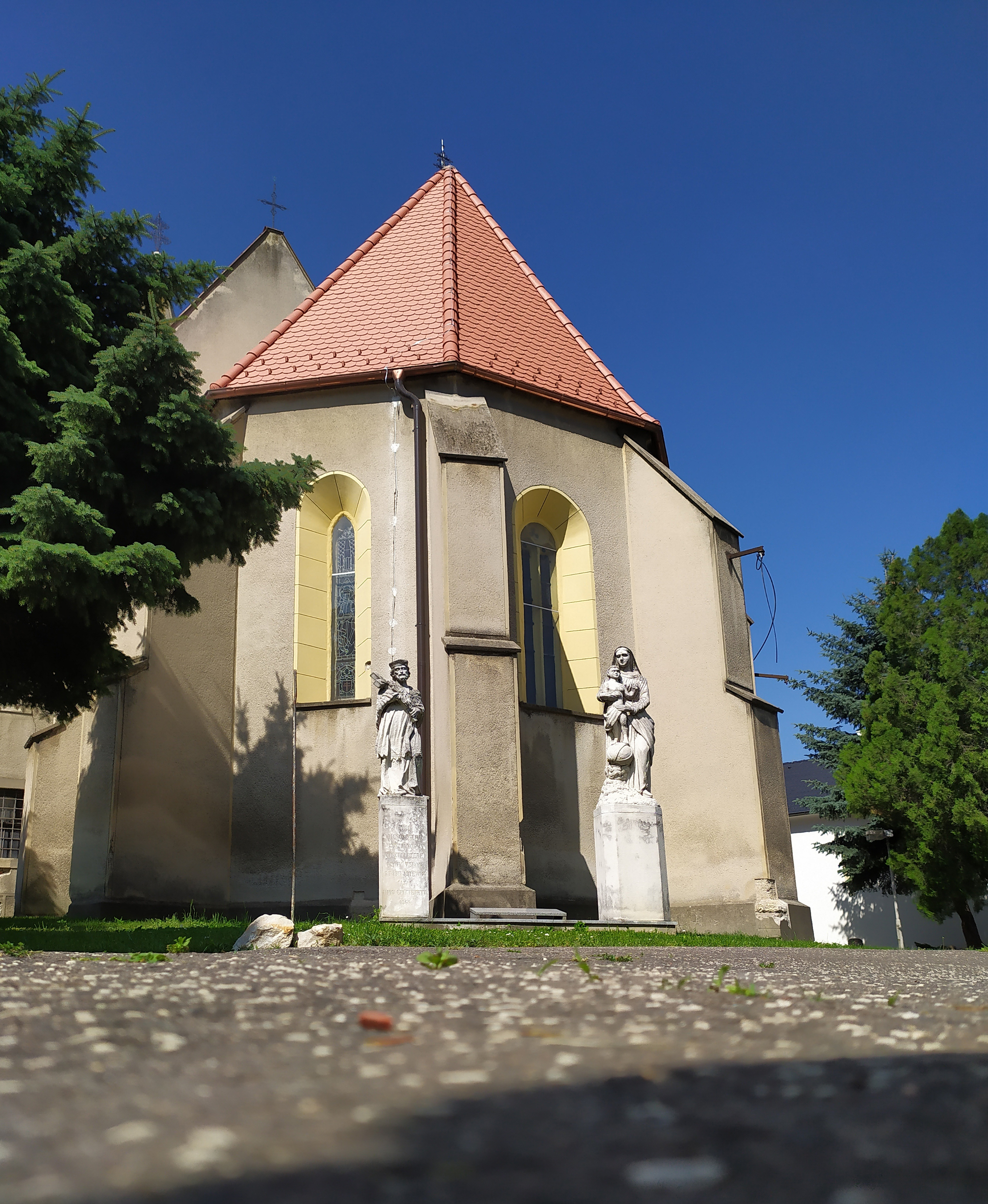
Apsida